# Гора між нами (фільм)
«Гора між нами» (англ. The Mountain Between Us) — американська мелодрама режисера Гані Абу-Ассада, що вийшла в 2017 році. Стрічка створена на основі однойменного роману Чарльза Мартіна і розповідає про виживання двох людей після авіакатастрофи. У головних ролях Ідріс Ельба, Кейт Вінслет.
Вперше фільм продемонстрували 9 вересня 2017 року у Канаді на міжнародному кінофестивалі у Торонто, а в Україні у широкому кінопрокаті показ фільму розпочався 30 листопада 2017 року.

## У ролях
| Актор          | Персонаж       | Роль            |
| -------------- | -------------- | --------------- |
| Ідріс Ельба    | Бен Басс       | хірург          |
| Кейт Вінслет   | Алекс Мартін   | фотожурналістка |
| Дермот Малруні | Марк Робертсон | наречений Алекс |
| Бо Бріджес     | Волтер         | пілот літака    |

## Створення фільму

### Знімальна група
- Кінорежисер — Гані Абу-Ассад
- Сценарист — Кріс Вайц
- Кінопродюсери — Пітер Чернін, Ділан Кларк, Девід Реді, Дженно Топпінг
- Виконавчі продюсери — Фред Берґер, Беккі Кросс Трухільйо
- Композитор — Рамін Джаваді
- Кінооператор — Менді Вокер
- Монтаж — Лі Персі
- Художник-постановник — Патріс Верметте
- Артдиректори — Джеймс Стюарт
- Художник по костюмах — Рене Ерліх Кальфус[4].

### Виробництво
Знімання фільму розпочалося 5 грудня 2016 року у Ванкувері, Канада і завершилось 24 лютого 2017 року.